# Allerup (Holbæk)
 For alternative betydninger, se Allerup. (Se også artikler, som begynder med Allerup)
Allerup er et kvarter i den vestligste del af Holbæk, der tidligere var en selvstændig landsby. Kvarteret hører til Tuse Sogn, og børn i området hører til Tuse skoledistrikt, selvom kvarteret er fysisk sammenvokset med Holbæk. Der bor ca. 1.500 indbyggere i Allerup. 
Tidligere havde Allerup et trinbræt på Odsherredsbanen.
I den sydlige del af Allerup ligger Holbæk Megacenter.
|  | Denne artikel om lokaliteten Allerup (Holbæk) kan blive bedre, hvis der indsættes et (bedre) billede. Du kan hjælpe ved at afsøge Wikimedia Commons for et passende billede eller lægge et op på Wikimedia Commons med en af de tilladte licenser og indsætte det i artiklen. |

55°42′29″N 11°40′01″Ø / 55.708°N 11.667°Ø